# Zxmt
Zxmt (Eigenschreibweise: ZXMT) ist ein integriertes System zur Überwachung des Festnetz-, Mobiltelefon- und Internetverkehrs des chinesischen Herstellers ZTE. 

## Beschreibung
Das System ist darauf ausgelegt, eine landesweite Überwachung zu ermöglichen und Benutzer der Netzwerke zu lokalisieren, Sprachanrufe abzuhören, Textmitteilungen abzufangen, Zugriff auf E-Mails, Chats zu erlangen und die Verwendung des Internets durch die Nutzer zu überwachen.

## Ausfuhr an Länder mit problematischer Menschenrechtssituation
Im Jahr 2012 berichtete zunächst die Agentur Reuters über einen Verkauf des Überwachungssystems an den Iran im Jahre 2010. Der Auftrag mit einem Gesamtvolumen von knapp 100 Mio. EURO beinhaltete demnach auch die Lieferung des Überwachungssystems. Dabei wurde auch bekannt, dass der chinesische Konzern entgegen dem bestehenden Embargo Telekommunikationstechnologie aus den USA an den Iran lieferte, was zu Untersuchungen durch das FBI führte. Im Rahmen eines gerichtlichen Verfahrens akzeptierte ZTE eine Strafzahlung von über 430 Mio. USD.
Darüber hinaus wurde berichtet, dass das System etwa im selben Zeitraum auch nach Libyen verkauft und dort unter der Herrschaft von Muammar al-Gaddafi eingesetzt wurde.
Human Rights Watch berichtete 2014 davon, dass das System in Äthiopien zum Einsatz kommt.